# 모리 아쓰히코
모리 아쓰히코(일본어: 森 敦彦, 1972년 5월 31일 ~ )는 일본의 전 축구 선수이다.

## 구단 경력
1991년 일본 사커 리그의 전일본공수(요코하마 플뤼겔스)에 입단했다. 1997년까지 107경기에 출전, 1993년에 J리그컵 우승을 차지했다. 1997년 재팬 풋볼 리그의 콘사돌레 삿포로로 이적했다. 1997년후 현역 은퇴.